# Amaliapark (Baarn)

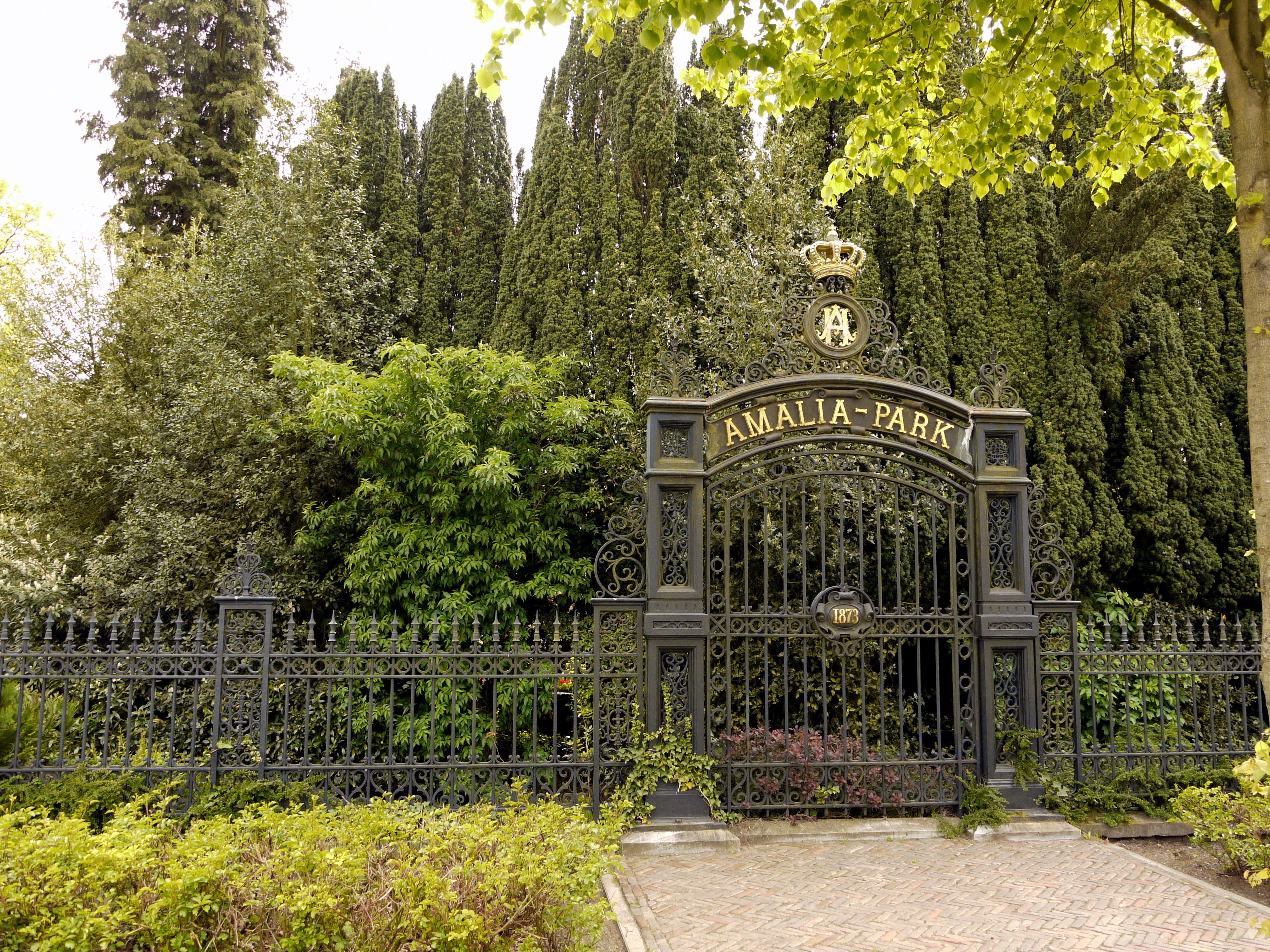
Het toegangshek van het plantsoen is rijksmonument.

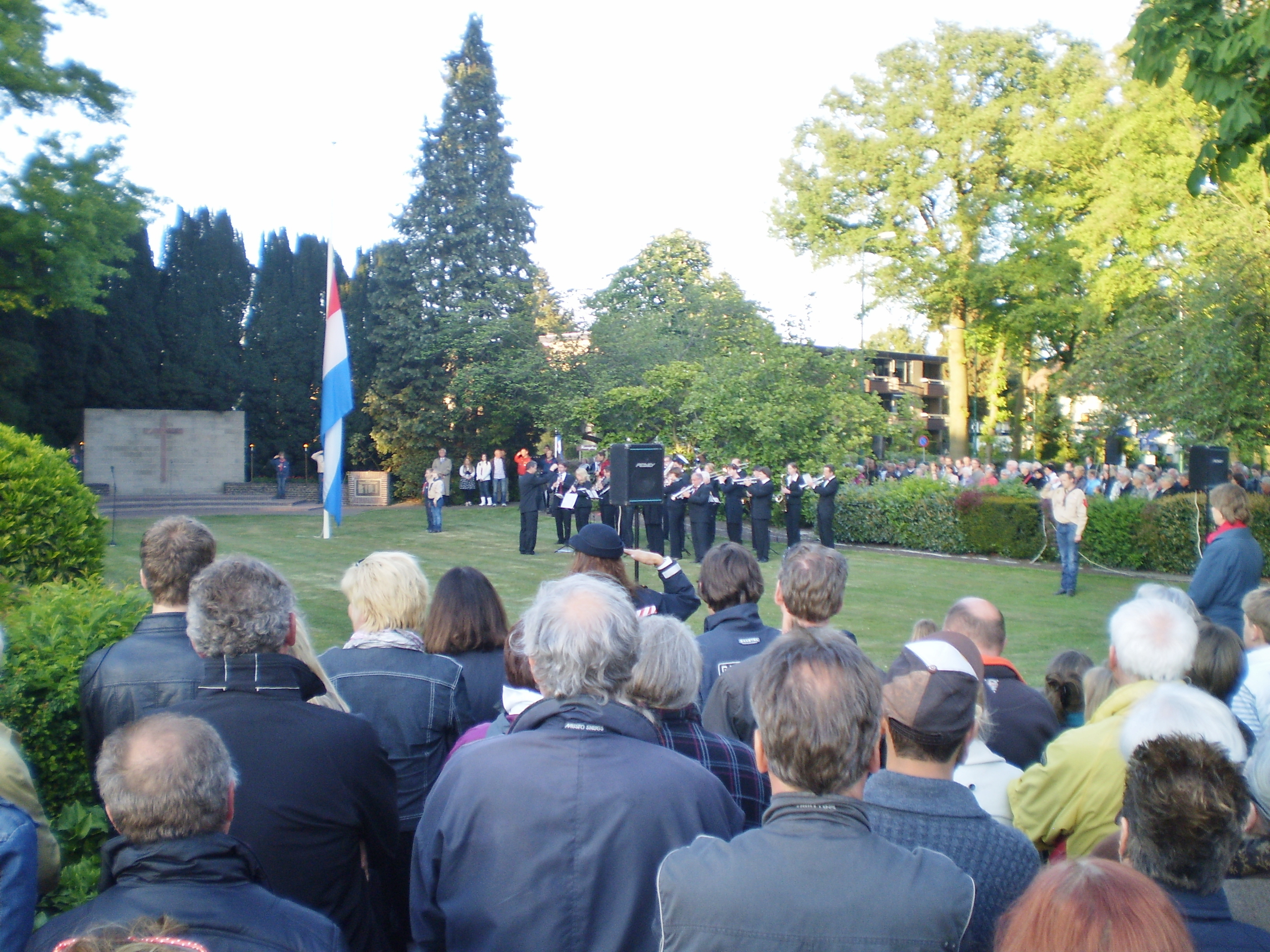
Dodenherdenking

Het Amaliapark is een wijk aan de westkant van Baarn. De wijk ligt tussen het station en het centrum en tussen Leestraat en de Oude Utrechtseweg. De wijk telde in 2010 meer dan 600 inwoners. Door de wijk lopen twee gebogen straten, de Amalialaan en de Koningsweg. In het gebied tussen de Oude Utrechtseweg en Amalialaan stond de inmiddels gesloopte villa Hoogwolde. Op die locatie werd na 1977 de Philips-vestiging Phonogram gebouwd. In de wijk staan een Eschermonument en villa Amalia.

## Toegangshek
In 1873 werd tegenover het station een plantsoen aangelegd, een jaar voordat de spoorlijn klaar was. Ter afsluiting van het plantsoen werd een toegangshek gebouwd. Het werd vernoemd naar Amalia van Saksen-Weimar-Eisenach, die een jaar eerder was overleden. Amalia was de eerste vrouw van prins Hendrik de Zeevaarder, die Paleis Soestdijk in 1865 in bezit had gekregen. Het stel dat in Luxemburg woonde gebruikte het Baarnse landgoed als Nederlandse pied-à-terre. Op initiatief van deze Prins Hendrik werd het plantsoen aangelegd als visitekaartje voor Baarn. Het hekwerk is ontworpen door architect Nicolaas Redeker Bisdom. Een wand van coniferen staat tussen het hekwerk en het bevrijdingsmonument. Door de ligging ten opzichte van het station dient het hekwerk als visitekaartje vanuit het dorp, en niet voor de aankomende reizigers. De watertoevoer voor de bewatering van het park bevindt zich in het gebouw van sociëteit "De Vereeniging", welk gebouw tegenover het park ligt.
Boven de groene toegangspoort staat de tekst 'Amalia-park', met daarboven in het krulwerk een gekroond medaillon met de initialen 'A' en 'H', de voorletters van respectievelijk Amalia en Hendrik. Het monogram en de kroon zijn in goud aangegeven. In het midden van het beweegbare deel van het hek zit een cartouche met het jaartal '1873'. Het hek werd gerestaureerd in 2013, net voor de abdicatie van koningin Beatrix.

## Bevrijdingsmonument
Aan de kant van het station ligt een plantsoen met daarin het bevrijdingsmonument. Het herdenkt speciaal de militairen in dienst van het Nederlands Koninkrijk 1940-1945, burgerslachtoffers, vervolgden en het verzet in Nederland.
Amaliapark ·
Centrum ·
Componistenwijk ·
Eemdal ·
Noordschil ·
Oosterhei ·
Pekingtuin ·
Prins Hendrikpark ·
Professorenwijk ·
Rode Dorp ·
Schilderswijk ·
Schoonoordpark ·
Staatsliedenwijk ·
Transvaalwijk ·
Tuindorp ·
Wilhelminapark ·
Zandvoort ·
Zeeheldenwijk